# Алтай (Ховд)

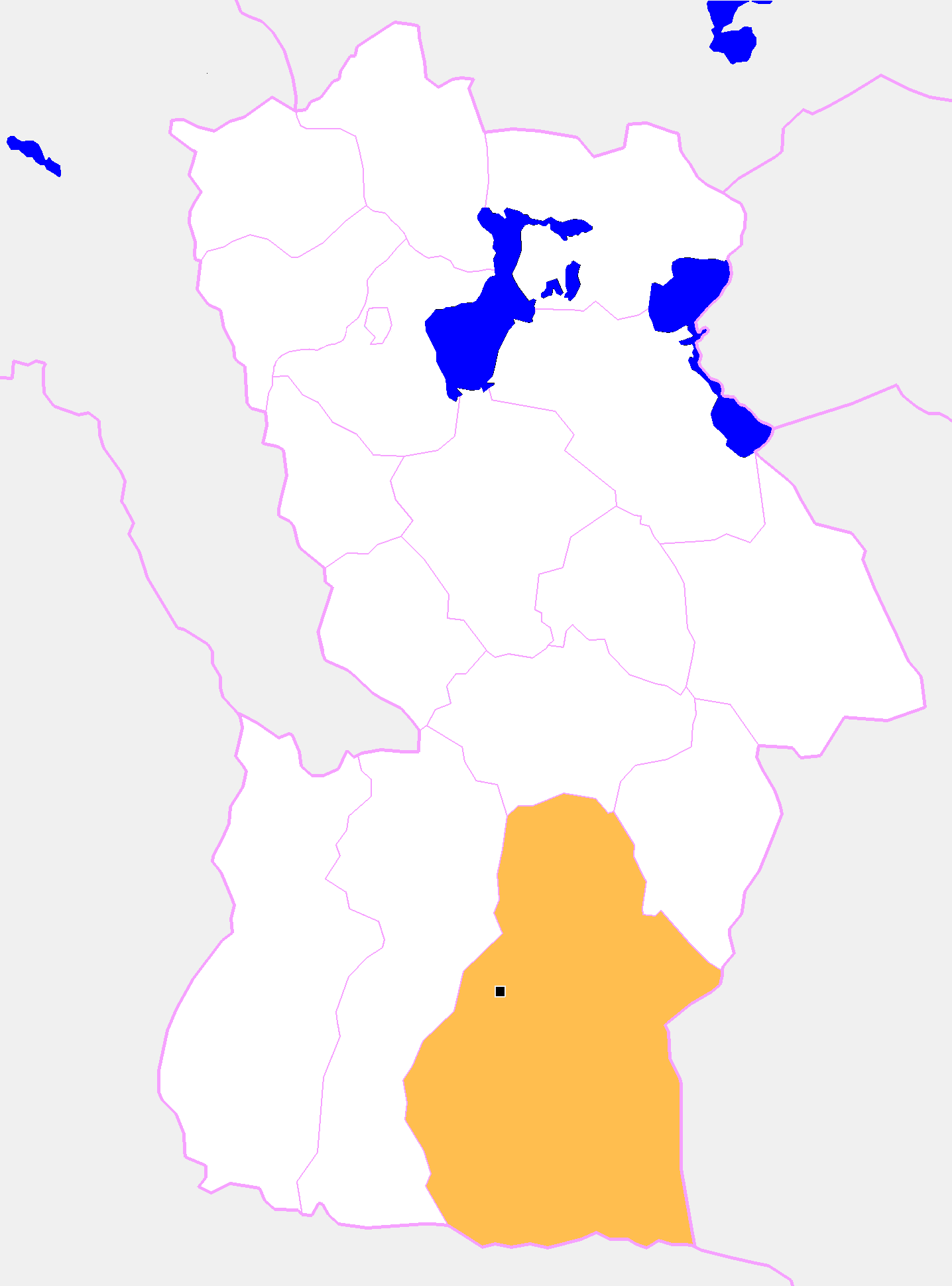
Сомон Алтай аймака Ховд

Алтай (монг. Алтай) — сомон монгольского аймака Ховд. Центр сомона находится в посёлке Бор-Ундур в 320 км от центра аймака города Кобдо, от столицы страны Улан-Батора до него — 1700 км.
Численность населения — 3127 человек (2011). Основную часть составляют представители национальной группы захчин.

## Описание

### Рельеф
1. Бурэгт,
2. Их Нуруу,
3. Улаан Хайрхан,
4. Алаг Тэхт,
5. Будуун Хар,

Реки:
1. Ангирт,
2. Бодончийн[2].

### Климат
Климат резко континентальный.

### Хозяйство и культура
На территории сомона имеются запасы каменного угля и руд цветных металлов. В сомоне имеется школа, больница, торгово-культурные центры.